# Kraftwerk Amercoeur
Das Kraftwerk Amercoeur ist ein GuD-Kraftwerk nahe der belgischen Stadt Charleroi, Provinz Hennegau, Belgien, das am Kanal Charleroi-Brüssel liegt. Die installierte Leistung des Kraftwerks beträgt 420 (bzw. 430 oder 451) MW. Das Kraftwerk ist im Besitz von Electrabel und wird auch von Electrabel betrieben.

## Kraftwerksblöcke
Das Kraftwerk besteht derzeit (Stand März 2021) aus einem Block. Die folgende Tabelle gibt einen Überblick:
| Block | Einheit | Max. Leistung (MW) | Betriebsbeginn | Turbine | Generator | Dampfkessel | Status      |
| ----- | ------- | ------------------ | -------------- | ------- | --------- | ----------- | ----------- |
| 1     | 1       | 280                | 2010           | GE      | GE        | CMI         |             |
|       | 2       | 150                | 2010           | Ansaldo |           |             |             |
| 2     |         | 127                |                |         |           |             | Stillgelegt |

Der Block 1 besteht aus einer Gasturbine sowie einer nachgeschalteten Dampfturbine. An die Gasturbine ist ein Abhitzedampferzeuger angeschlossen, der dann die Dampfturbine versorgt.
Das Kraftwerk Amercoeur war ursprünglich ein Kohlekraftwerk mit zwei Blöcken, die jeweils 135 MW leisteten. Im Jahr 1982 wurden ca. 1,5 Mrd. kWh erzeugt. Das Kraftwerk benötigte im Jahr 1988 pro Block 1000 t Kohle am Tag. Die Dampfturbine von Block 1 wurde 1968 in Betrieb genommen; sie leistete ursprünglich 130 MW und wurde 2000 stillgelegt. Von 2007 bis 2009 wurde die Dampfturbine von Block 1 umgerüstet und in das neu errichtete GuD-Kraftwerk integriert. Die Kosten für die Errichtung des GuD-Kraftwerks lagen bei 150 Mio. €.